# Rereguarda

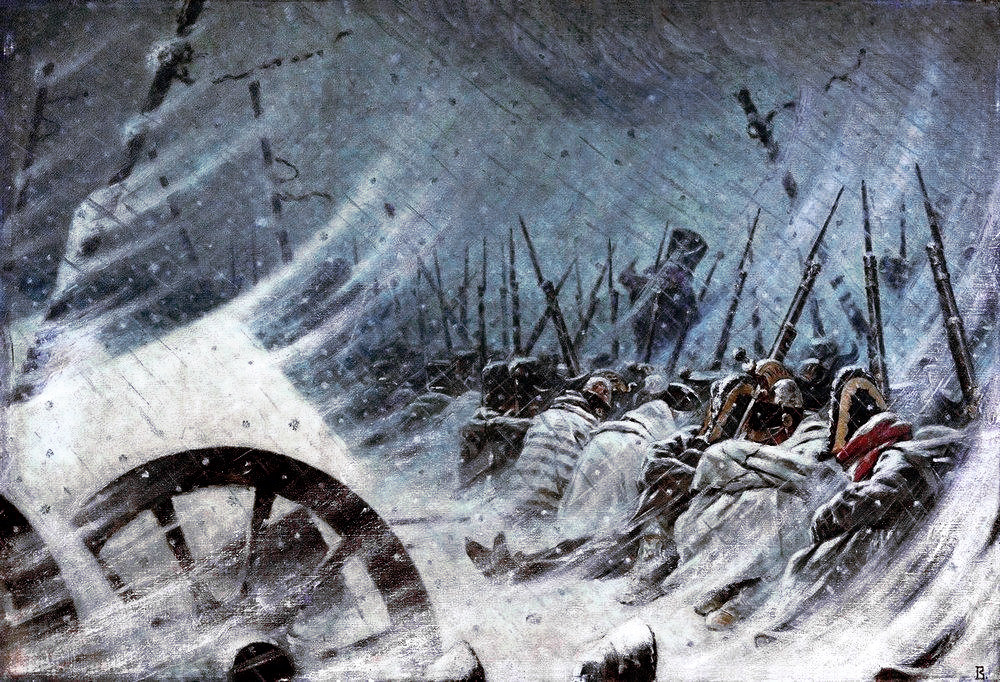
El vivac nocturn de l'exèrcit de Napoleó durant la retirada de Rússia el 1812. Oli sobre tela. Museu Històric, Moscou, Rússia.

Rereguarda és la força que defensa a una força militar d'atacs oposats a la seva adreça d'avanç i per darrere. El terme també pot usar-se per a descriure les forces que protegeixen les línies de comunicació darrere d'un exèrcit.

## Orígens
El terme «rereguarda» es va originar del costum medieval de dividir un exèrcit en tres batalles o guàrdies: van, principal o mitjana i posterior. La guàrdia del darrere usualment seguia a les altres guàrdies durant la marxa i la batalla. Usualment formaven la part més enrere de la formació si es desplegaven en columnes.